# Eugeniusz I (biskup Toledo)
Eugeniusz I (II) (zm. 646) – astronom, matematyk, arcybiskup Toledo (od 636).
Był uczniem Heladiusza w opactwie Agli. W 636 został arcybiskupem Toledo i był nim aż do śmierci. Przewodniczył V synodowi w Toledo (na którym potwierdzono wybór Chintili na króla). Uczestniczył też w VI i VII synodzie.